# Brane Mozetič
Brane Mozetič, slovenski pesnik, pisatelj in urednik, * 14. oktober 1958, Ljubljana.
Brane Mozetič je leta 1983 diplomiral iz primerjalne književnosti in literarne teorije na Filozofski fakulteti v Ljubljani. Med letoma 1984 in 1985 se je študijsko izpopolnjeval na Sorboni v Parizu. Od leta 1986 je samostojni kulturni delavec. Ureja zbirko Aleph pri Centru za slovensko književnost in je tudi aktiven predstavljalec slovenske književnosti v tujini. Pri društvu Škuc ureja zbirko Lambda. Dolga leta je bil vodilni aktivist gejevskega gibanja, še danes pa je selektor najstarejšega evropskega festivala gejevskega in lezbičnega filma.

## Delo
Mozetič piše pesmi, prozo, esejistiko in prevaja. Mozetičeva poezija je pisana v postmodernističnem duhu in z značilnim osebnim, tudi homoerotičnim nabojem (Modrina dotika, Zaklinjanja, Mreža, Obsedenost/Obsession, Pesmi za umrlimi sanjami, Banalije, Še banalije). Homoerotično tematiko in gejevsko okolje Mozetič tematizira tudi v svojih proznih delih, npr. v zbirki kratkih zgodb Pasijon. Objavil je še ljubezenski roman Angeli, prvi slovenski rejverski roman Zgubljena zgodba in uredil več zbirk homoerotične literature (Drobci stekla v ustih, 1989, Modra svetloba, 1990). Njegova dela so bila prevedena v številne tuje jezike, npr. angleščino, španščino, francoščino idr. Za svoje delo je prejel številne nagrade, med njimi dvakrat (2003 in 2020) Jenkovo nagrado.

### Dela
Poezija
- Sneguljčica je sedem palčkov, 1976
- Soledadesi, 1978
- Pesmi in plesi, 1982
- Modrina dotika, 1986
- Zaklinjanja, 1987
- Mreža, 1989
- Obsedenost/Obsession, slov. – franc. izdaja, 1991
- Pesmi za umrlimi sanjami, 1995
- Metulji, 2000
- Banalije, 2003
- Še banalije, 2005
- In še, 2007.
- Mesta ure leta, 2011
- Nedokončane skice neke revolucije, 2013
- Sanje v drugem jeziku, 2018

Proza
- Pasijon, 1993
- Angeli, 1996
- Zgubljena zgodba, 2001
- Grmade, parade in molk: prispevki k neheteroseksualni zgodovini na Slovenskem, 2014
- Objemi norosti, 2015

Slikanice
- Dežela bomb, dežela trav, 2013
- Alja dobi zajčka, 2014
- Prva ljubezen, 2014
- Dihurlandija, 2016
- Murenček in Polhek, 2017

Knjige v prevodih
- Obsedenost / Obsession, Aleph – Ed. Genevieve Pastre, Ljubljana – Paris 1991
- Anđeli, Meandar, Zagreb 2000
- Parole che bruciano / Besede, ki žgejo, Mobydick, Faenza 2002
- Obsession, Ecrits des Forges, Quebec 2002
- Butterflies, Meeting Eyes Bindery, New York 2004
- Schattenengel, Passagen Verlag, Wien 2004
- He somiat que havies mort (&Svetlana Makarovič), Emboscal + ILC, Barcelona 2004
- Poemas por los suenos muertos, CEDMA, Malaga 2004
- Banalii, Blesok, Skopje 2004
- Leptiri, DAN, Zagreb 2005
- Passion, Talisman House, Jersey City 2005
- To nie jest księga seksu, Wydawnictwo Zielona Sowa, Krakow 2005
- Metulji / mariposas, Ediciones Gog y Magog, Buenos Aires 2006
- Banalni neshta, Izdatelstvo Karina M., Sofija 2006
- Die verlorene Geschichte, Sisyphus, Klagenfurt 2006
- Borboletas, Editorial 100, Vila Nova de Gaia 2007
- Passion, ZOE edizioni, Forli 2007
- Schmetterlinge, Sisyphus Verlag, Klagenfurt 2008
- Banalities, A Midsummer Night's Press, New York 2008
- Andělé, Větrné mlýny, Brno 2009
- Farfalle, Edizioni ETS/Alleo, Pisa 2009
- Banalitats, Eumo Editorial, Vic 2009
- Banalien, Männerschwarm Verlag, Hamburg 2010
- Storia perduta, Beit Casa Editrice, Trieste 2010
- Banality, Adolescent, Zabreh 2011
- Banalità, Edizioni del Leone, Venezia 2011
- Banalidades, Ediciones Gog y Magog, Buenos Aires 2011
- Lost Story, Talisman House, Jersey City 2011
- Banalije, Altagama, Zagreb 2012
- Banalnošči, Raduga, Kyiv 2012
- Gharaq Xortohra (&Suzana Tratnik), Inizjamed, Valletta 2013
- Banalidades, Visor libros, Madrid 2013
- El pais de las bombas, Bellaterra, Barcelona 2014
- El pais dels bombes, Bellaterra, Barcelona 2014
- Bilad alkanabil wa bilad alhašaiš, Sefsafa, Kairo 2014
- Pasión, Dos Bigotes, Madrid 2014
- Nedovršene skice jedne revolucije, h,d,p, Zagreb 2015
- Banalités, Maison de la poésie, Tinqueux 2015
- Banalien 2, Sisyphus Verlag, Klagenfurt 2016
- Mi primer amor, Bellaterra, Barcelona 2016
- Possesão, Roma Editora, Lisboa 2016
- Il coniglio di Alja, Asterios Editore, Trieste, 2016
- Com’è verde il mondo senza le bombe della guerra, Asterios Editore, Trieste, 2016

Prevodi: iz francoščine (Rimbaud, Genet, Foucault)